# Parque do Povo (Presidente Prudente)
O Parque do Povo é um parque localizado no município brasileiro de Presidente Prudente, estado de São Paulo.
É uma extensa área de lazer, verde, que ocupou um fundo de vale que desafiava a administração pública. Foi construída com recursos doados pelo governo federal, que mudou a fisionomia da cidade que parecia parar naquele local, sem chance de crescimento e que hoje é considerada uma das áreas mais valorizadas da cidade de Presidente Prudente. Hoje conta com pistas de skate, piscinas, conjuntos desportivos, ciclovias, pistas de cooper, campo de futebol society, lanchonetes e playground.
O parque se estende desde a Avenida Manoel Goulart até a Avenida Brasil. Por todo o parque se observa diversas espécies de árvores e palmeiras.
As vias entorno o parque, estão recebendo cada vez mais projetos de lojas, restaurantes, bares, academias e prédios de alto padrão.
O parque serve como uma das principais áreas de lazer da população prudentina. Aos fins de semana, apresenta grande quantidade de famílias usufruindo de suas áreas verdes, quadras esportivas, pistas de skate e outras atrações montadas especialmente para os fins de semana.
Durante a semana, uma grande quantidade de pessoas usam o parque como "academia a céu aberto", praticando exercícios físicos como corrida, caminhada, entre outros.
O Parque do Povo foi o primeiro local em Presidente Prudente a receber uma unidade da "Academia da Terceira Idade" (ATI), obra conjunta da Prefeitura de Presidente Prudente e das Organizações Athia.

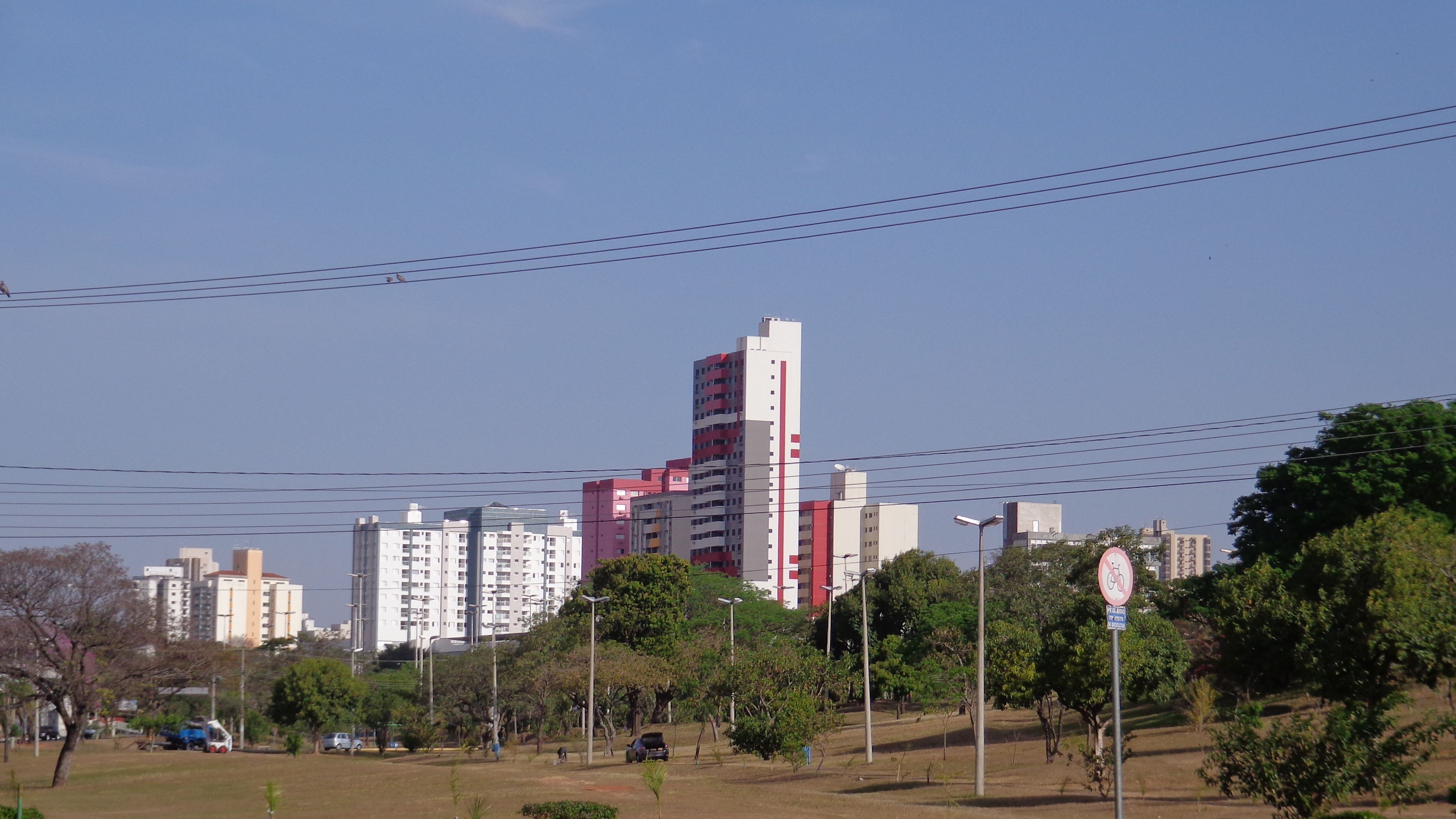
Parque do Povo em Presidente Prudente.
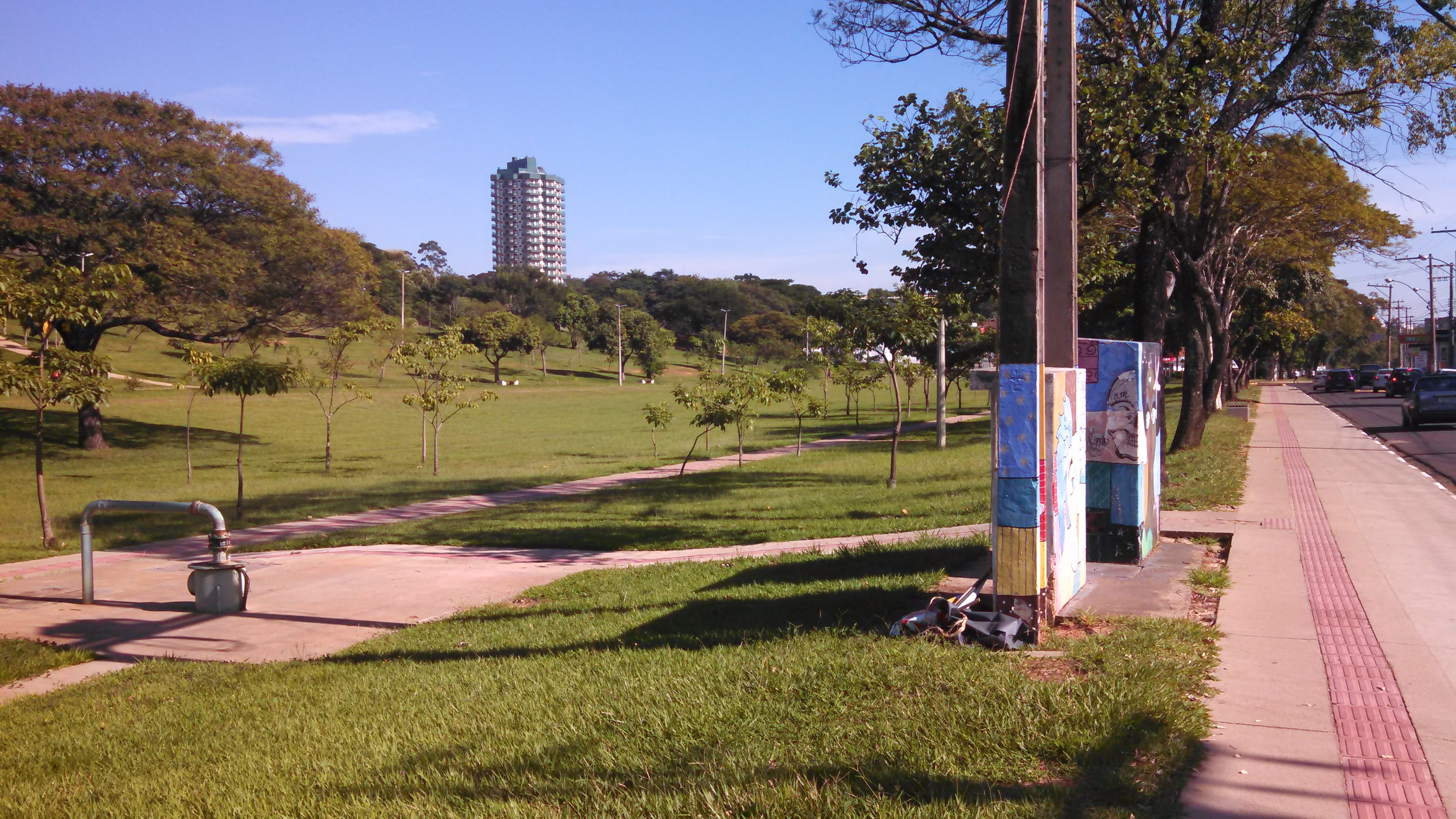
Vista do Parque do Povo a partir da Avenida 14 de Setembro.
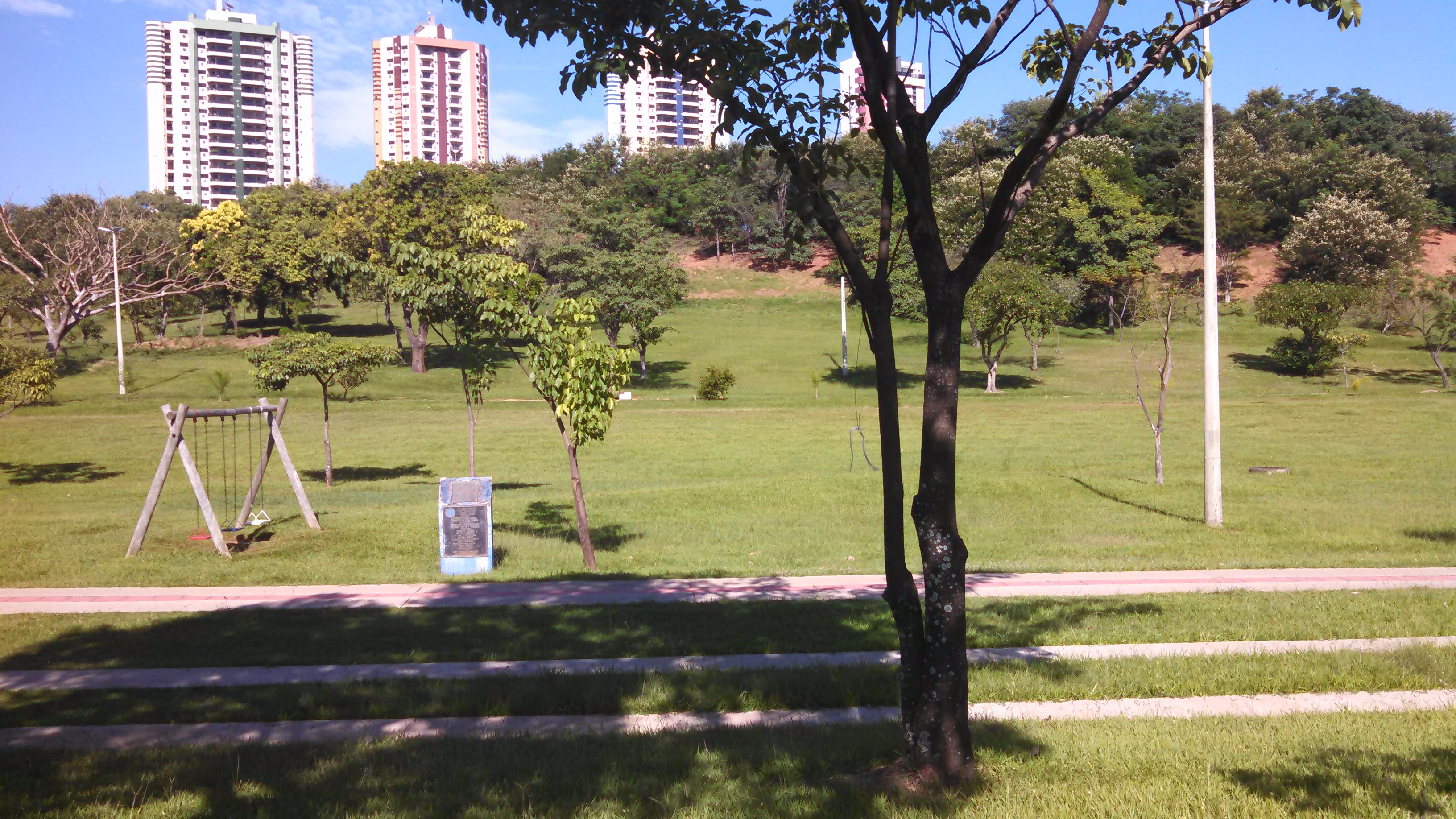
Parque do Povo em Presidente Prudente.